# Хейзълтън
Хейзълтън (на английски: Hazelton, буквени символи и звуков файл за произношението на Hazel ) е град в окръг Джеръм, щата Айдахо, САЩ. Хейзълтън е с население от 687 жители (2000) и обща площ от 0,8 km². Намира се на 1242 m надморска височина. ЗИП кодът му е 83335, а телефонният му код е 208.